# György Orth
György Orth Wirth (węg. György Faludi, ur. 30 kwietnia 1901 w Budapeszcie, zm. 11 stycznia 1962 w Porto) – węgierski piłkarz grający na pozycji napastnika, reprezentant Węgier w latach 1919–1927, trener piłkarski.
Podczas kariery trenerskiej pracował w dziewięciu różnych krajach. Był selekcjonerem reprezentacji Chile podczas pierwszych mistrzostw świata. W plebiscycie IFFHS zajął ósme miejsce wśród najlepszych węgierskich piłkarzy XX wieku.

## Kariera

### Kariera klubowa
Pierwszym klubem Ortha był Terézvárosi SK z Budapesztu. Zespół istniał stosunkowo krótko, lecz udało mu się wypromować wielu późniejszych reprezentantów Węgier.
W wieku 15 lat dostał się do jednego z bardziej znanych klubów węgierskich, Vasasu Budapeszt. Po zaledwie kilku miesiącach gry dla VSC na krótko przeprowadził się do Włoch, gdzie grał w piłkę dla Pisa Calcio. Wkrótce jednak powrócił do ojczyzny i dołączył do zespołu MTK Budapeszt, który trenował wówczas Anglik Jimmy Hogan. Po I wojnie światowej o sile MTK stanowili m.in. Imre Schlosser, Alfréd Schaffer, József Braun, a po dojściu do drużyny Ortha, zaczął on odnosić sukcesy na arenie krajowej. Początkowo trener Hogan ustawiał Ortha jako obrońcę obok Gyuli Feldmanna i Gyuli Mándiego. Przed sezonem 1919/1920 MTK opuścił jednak Schaffer i Orth, przeniesiony do linii ataku, z miejsca stał się najlepszym strzelcem klubu. Z 28 golami na koncie został najlepszym strzelcem ligi, który to wyczyn powtarzał jeszcze przez dwa sezony z rzędu. W tym okresie MTK ośmiokrotnie sięgał po mistrzostwo Węgier i raz po Puchar Węgier. W roku 1923 Orth wyjechał do Austrii, gdzie grał w klubie First Vienna FC.
Już po roku Orth wrócił do MTK po średnio udanej przygodzie w Austrii. We wrześniu 1925 jego klub grał mecz towarzyski z Wiener Amateur SV. W starciu z Johannem Tandlerem doznał poważnej kontuzji kolana i powrócił do gry dopiero jesienią 1926. Jego organizm był jednak już wówczas na tyle wyeksploatowany, że wielu węgierskich kibiców martwiło się, iż wkrótce zakończy grę w piłkę nożną. W 1927 Orth postanowił jednak kontynuować swoją karierę we Francji i kolejne dwa lata spędził w Olympique Marsylia. W teorii karierę zakończył w 1929 w węgierskim Budai 33 FC, lecz w latach 30. grywał jeszcze sporadycznie, pełniąc rolę grającego trenera w FC Messina i 1. FC Nürnberg.

### Kariera reprezentacyjna
W reprezentacji Węgier Orth zadebiutował w listopadzie 1917 jako zaledwie szesnastoletni chłopak w wygranym przez Madziarów 2:1 meczu z Austrią. W następnych latach miał niemal zawsze pewne miejsce w pierwszym składzie kadry, w której grał jako napastnik bądź środkowy pomocnik. W 1924 wziął udział w igrzyskach olimpijskich rozgrywanych w Paryżu. Tam Węgrzy w pierwszym spotkaniu wygrali 5:0 z Polską, by w następnej rundzie ulec 0:3 Egiptowi. Ostatni mecz w kadrze narodowej zagrał w październiku 1927 w przegranym 1:2 spotkaniu z Czechosłowacją. Ogółem jego dorobek reprezentacyjny zamknął się na 32 meczach i 13 golach.

### Kariera trenerska
Po zakończeniu kariery piłkarskiej Orth wyrobił licencję trenerską w akademii w Berlinie. W 1930 dostał propozycję poprowadzenia reprezentacji Chile podczas mistrzostw świata w 1930, którą przyjął, jednocześnie stając się drugim najmłodszym trenerem w historii mundiali (miał wówczas 29 lat), przegrywając jedynie z ówczesnym selekcjonerem reprezentacji Argentyny Juanem José Tramutolą. Chilijczycy wygrali dwa z trzech spotkań na boiskach Urugwaju, jednak w decydującym o wyjściu z grupy meczu ulegli Argentynie. Po turnieju Orth pojechał wraz z podopiecznymi do Chile, gdzie kontynuował karierę trenerską w CSD Colo-Colo. Wkrótce otrzymał chilijski paszport, na którym figurował jako Jorge Orth.
W 1932 powrócił na Węgry, gdzie przez kilka miesięcy trenował tamtejszą drużynę Bocskai FC. Jeszcze w tym samym sezonie wyjechał do Włoch, gdzie kolejno trenował zespoły: AC Messina (jako grający trener), L’Aquila 1927, Pisa SC oraz Genoa CFC.
Jesienią 1936 Orth przeprowadził się do Niemiec, gdzie trenował piłkarzy 1. FC Nürnberg, a w kilku spotkaniach sam nawet pojawił się na boisku. Wraz z podopiecznymi dwukrotnie zdobył mistrzostwo Bawarii, zaś finałowy mecz o mistrzostwo kraju przegrał w stosunku 0:2 z FC Schalke 04. W sezonie 1938/1939 prowadził FC Metz.
W latach 1939–1942 znów pracował we Włoszech, trenując AFC Catania oraz AC Savona. W 1942 powrócił do Ameryki Południowej, gdzie szkolił ponownie reprezentację Chile, a następnie argentyńskie San Lorenzo de Almagro oraz meksykański CD Guadalajara. Był również szkoleniowcem CA Boca Juniors oraz selekcjonerem reprezentacji Meksyku, Kolumbii i Peru.
W 1961 powrócił do Europy i osiadł w Portugalii, gdzie trenował Sporting CP i FC Porto. 11 stycznia 1962, będąc szkoleniowcem Sportingu, zmarł na atak serca.

## Osiągnięcia
- 8 razy mistrzostwo Węgier (1918, 1919, 1920, 1921, 1922, 1923, 1924, 1925)
- Puchar Węgier (1923)
- 3 razy król strzelców ligi węgierskiej (1920, 1921, 1922)
- 2 razy mistrzostwo Bawarii (1937, 1938)
- wicemistrzostwo Niemiec (1938)